# ديفيد جويس (رجل أعمال)
ديفيد جويس (بالإنجليزية: David Joyce)‏ هو شخصية أعمال أمريكي، ولد في 26 فبراير 1825 في شيفيلد ‏ في الولايات المتحدة، وتوفي في 4 ديسمبر 1904 في منيابولس في الولايات المتحدة.